# Phoebemima antiqua
Phoebemima antiqua là một loài bọ cánh cứng trong họ Cerambycidae.